# عهد الفترة العثماني

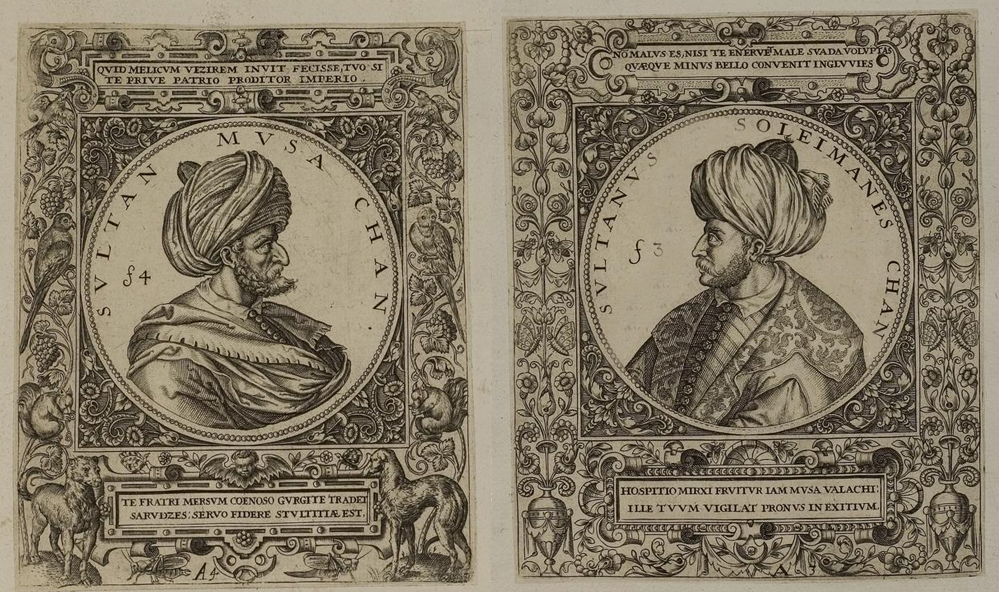
رسم يعود لنهايات القرن 16 يصور موسى جلبي وسليمان جلبي، يواجه بعضهما البعض.

يُشير تعبير عهد الفترة (بالتركية: Fetret Devri)‏ إلى نحو 11 سنة من الحرب الأهلية والفوضى السياسية (من 20 يوليو 1402 – إلى 5 يوليو 1413) التي أعقبت وفاة السلطان بايزيد الأول وكادت أن تقضي مبكرًا على الدولة العثمانية، حيث استقل بعض أبنائه ببعض أراضي الدولة العثمانية وانفصلوا بها لولا نجاح ابنه السلطان محمد الأول في إعادة توحيد الدولة العثمانية وأراضيها تحت سلطان واحد. بعد هزيمة السلطان بايزيد الأول من جيوش تيمورلنك في معركة أنقرة ووفاته في الأسر عند التتار، ترك بايزيد وراءه فراغًا في السلطة، كما ترك عدة أبناء منهم من كان مستعدًا وطامحا إلى أخذ مكان والده، فاستقلّ بما تحت يده من أراضي.

## أبناء السلطان بايزيد الأول
يحمل أبناء السلطان بايزيد الأول لقب «جلبي» أي النبيل (وتُنطق «تشلبي»)، وهم:
1. سليمان جلبي، واسم والدته غير معروف لنا من المصادر المتاحة.
2. عيسى جلبي، ووالدته دولت شاه خاتون.
3. موسى جلبي، ووالدته قد تكون دولت شاه خاتون أو زوجة أخرى بيزنطية لبايزيد الأول، مع اختلاف في المراجع بهذا الأمر.
4. مصطفى جلبي، ووالدته دولت شاه خاتون.
5. محمد جلبي، ووالدته دولت خاتون.

وقع موسى في الأسر وشهد وفاة والده السلطان بايزيد فيه، بينما نجح بقية إخوته في الهرب باستثناء مصطفى الذي اختفى عقب المعركة ولم يشارك في نزاعات عهد الفترة ولكنه ظهر متمردًا في ولاية السلطان مراد الثاني الذي تولي الحكم بعد والده السلطان محمد الأول جلبي.

## الحرب الأهلية

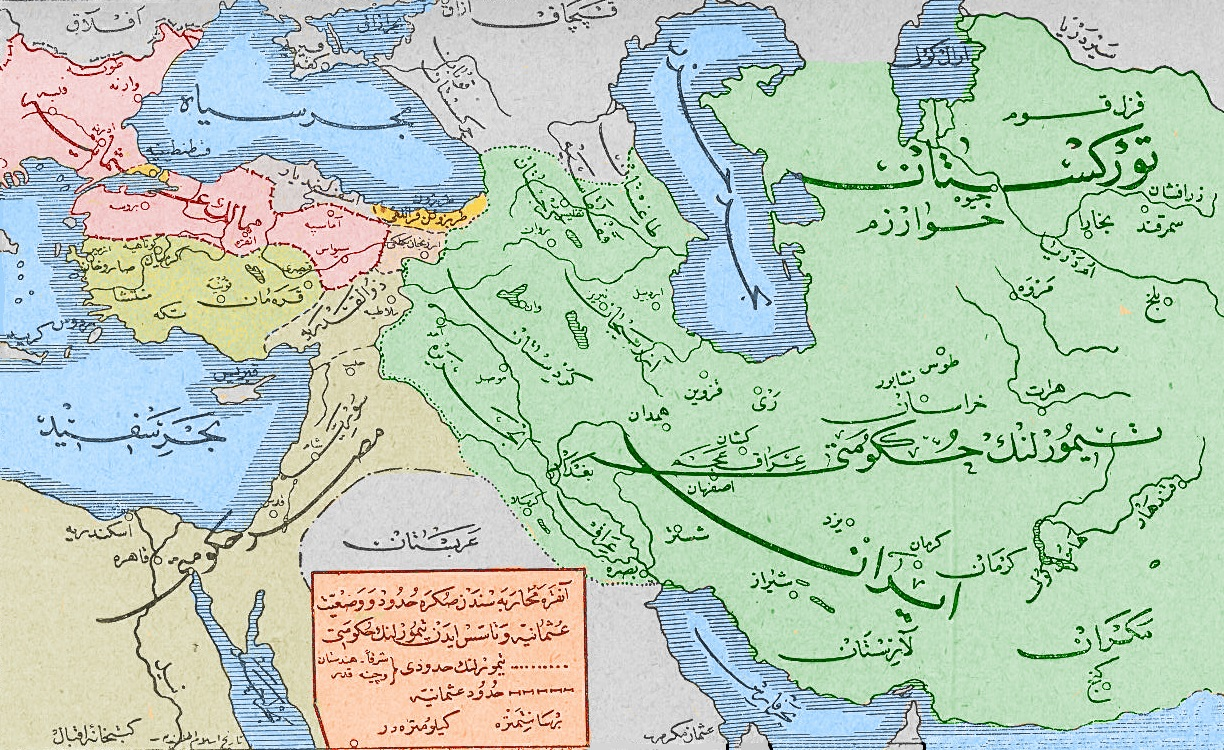
الحالة التي أصبحت عليها الدولة العُثمانيَّة بعد معركة أنقرة ووفاة السُلطان بايزيد واستقلال بكوات الأناضول.

اختلف المؤرخون بشأن تفاصيل وقائع الأحد عشر عامًا التي تلت تلك الواقعة، كما أن الدور الذي لعبه تيمورلنك أثناء عهد الفترة وكذلك دور الدولة البيزنطية في سبيل بث الفرقة بين الأشقاء أو دعم أحدهم، مُختلف فيه أيضا.
ولكن من المتفق عليه أن الصراع احتدم بين الأخوة أبناء السلطان بايزيد الأول بعد أن سيطر كل واحد منهم على أراضٍ مما خلّفها والده، فتشكلت ثلاث حكومات عثمانية متزامنة، اثتنان منهما في الأناضول. إذ استحوذ محمد على أماصيا وسيطر عيسى على بورصا، والثالثة في الروملي (الأراضي العثمانية الواقعة في أوروبا) حيث أعلن سليمان نفسه سلطانًا في أدرنة.

### عيسى ومحمد
بدأ محمد جلبي عهد الفترة بمهاجمة أخاه عيسى جلبي الذي نصب نفسه حاكمًا في بورصا، وبعد عدة مواجهات انتصر محمد واختفي عيسى جلبي بعدها إلى الأبد.

### دخول سليمان الحرب الأهلية
كان سليمان جلبي يشجّع عيسى جلبي، فلما انهزم عيسى هاجم سليمان جلبي أخاه محمدا وانتزع منه بورصا وأنقرة.

### موسى وسليمان
أطلق تيمورلنك سراح موسى جلبي، فبدأ موسى بالهجوم على أكبر الأخوة سليمان جلبي، وعقب عدة مواجهات انتصر موسى جلبي وأسر سليمان وقتله، وأصبح موسى جلبي السيد الوحيد للروملي.

### محمد وموسى
بمساعدة بيزنطية، واجه محمد جلبي شقيقه موسى جلبي، فانهزم في المرة الأولى وانتصر في الثانية، وأسر موسى جلبي وأعدمه خنقًا ، وأعلن محمد الأول نفسه سلطاناً سيدًا مطاعًا بلا منافسين من السلالة العثمانية، ليتفرغ إلى قمع بعض التمردات الجانبية، ولتعود مسيرة آل عثمان والدولة العثمانية.

## التسمية
استخدمت المصادر العثمانية  تعبير عهد الفترة، بينما استخدمت مصادر أخرى التعريب المباشر وهو «دور الفترة»  (بالتركية: Fetret Devri).